# Baena
Baena är en stad och kommun i provinsen Córdoba i Andalusien i södra Spanien. Folkmängden uppgår till cirka 20 000 invånare.